# 郑学真
郑学真（1986年12月22日—），朝鲜自由式摔跤运动员，仁川亚运会57公斤级自由式摔跤冠军。2013至2014赛季世界摔跤联合会自由式57公斤级国际排名第一。郑学真是军人运动员，效力于4.25體育團。